# Джутакеев, Абылкасым
Абылкасым Джутакеев (1888, современный аил Джан-Булак Пржевальского уезда Семиреченской области Российской империи — 1931, Киргизская АССР, РСФСР, СССР) — киргизский советский акын-письменник. Наряду с другими акынами того времени, положил начало киргизской письменной литературе. После смерти Джутакеева начались исследования его творчества, а спустя десятки лет в Кыргызстане проводятся памятные мероприятия и выставки, где представляются издания сборников его стихов и поэм разных лет, статьи про творчество акына.

## Биография
Один из тех, кто положил начало киргизской письменной литературе, акын-импровизатор Абылкасым Джутакеев родился в аиле Джан-Булак нынешнего Тянь-Шаньского района Нарынской области. Он рано лишился родителей и остался сиротой. До самой Октябрьской революции Абылкасыму пришлось работать у баев и манапов. В 1920 году окончил педагогические курсы в городе Алма-Ате, и до 1923 года преподавал в Ат-Башинском районе. С 1923 по 1931 годы работал председателем союза кошчи, председателем колхоза «Акжар».
Очень рано у Джутакеева обнаружился незаурядный талант акына-импровизатора — уже с тринадцати лет Джутакеев публично выступал с песнями о своём сиротстве, о тяжёлой доле. Работая у муллы Будайчи, Джутакеев обучался грамоте и начинал записывать свои песни, в которых он разоблачал баев и манапов, волостных старшин и их окружение. За свои песни молодой акын не раз подвергался преследованиям со стороны местных богачей. Приветствовал и прославлял Октябрьскую революцию.
В год смерти Владимира Ленина, Джутакеев создал поэму «Плач о Ленине», где нарисовал картину гражданской войны: «Шли — Антанта, пан и барон, шли с четырнадцати сторон...», которая сразу же приобрела широкую известность, и где, по мнению филолога Нины Смирновой, акын раздвинул рамки традиционного кошока (плачи-причитания). В поэме «Три эпохи», Абылкасым Джутакеев изобразил дореволюционную жизнь киргизского народа. Эта же тема звучит в его поэмах «Вернувшийся народ» и «Славный порыв», посвящённые изображению событий восстания 1916 года. С 1926 года и до конца жизни продолжал пробовать свои силы в искусстве.
Скончался акын-импровизатор Абылкасым Джутакеев в 1931 году в Киргизской ССР.

## Творческое наследие
Большая часть творческого наследия поэта была собрана и опубликована после его смерти. В 1982 году критик и литературовед Александр Жирков отнёс Джутакеева к одним из зачинателей современной киргизской письменной словесности и к выдающимся представителям акынской поэзии. В 1981 году журнал «Литературный Киргизстан» назвал акына одним из «крупных киргизских акынов-письменников». В 1984 году литературовед Евгений Озмитель в своей книге «Обновлённая суть национальной поэзии» поставил Абылкасыма Джутакеева в один ряд со «всенародно признанными акынами, без которых невозможно представить советскую киргизскую литературу».
В 2009 году его произведения вошли в сборник фольклора и литературных памятников Киргизии под названием «Голос вечности», изданный московским издательством «Художественная литература». В честь 130-летия акына в июле 2018 года в зале Отдела редких и особо ценных изданий Национальной библиотеки Кыргызстана прошла выставка творчества акына под названием «Өз доорунун жарчысы» (с кирг. — «Вестник своего времени»). На выставке были представлены статьи, книги, произведения и материалы о Джутакееве.

## Комментарии
1. ↑  Аил Джан-Булак был образован в 1936 году путём объединения четырёх существовавших ранее населённых пунктов. В каком из них родился Джутакеев неизвестно.